# Potboiler
Un potboiler es una novela, obra de teatro, película u otra obra creativa de dudoso mérito literario o artístico, cuyo objetivo principal es el de pagar los gastos diarios del creador; la palabra significa «cazuela» en inglés, de ahí el sentido figurado por el que las obras de este tipo sirven para «llenar la olla», o sea proveerse el sustento. Las novelas consideradas potboilers también pueden llamarse pulp fiction, y las películas potboiler pueden llamarse «películas de palomitas». En México, a este tipo de obras se les conoce como «churros», por su escaso valor nutritivo y su sabor empalagoso y grasoso.

## Uso

### Alta cultura
«En las arenas más elevadas del arte, tal motivo... se consideraba profundamente degradante». Si la creación de un dramaturgo o novelista serio se consideraba un potboiler, esto tenía una connotación negativa que sugiere que es un trabajo de calidad mediocre o inferior.

### Usos históricos
- En 1854, Putnam's Magazine usó el término en la siguiente oración: «Él no ha borrado descuidadamente su imagen, con el comentario de que ‘servirá para un potboiler’».[3]
- Lewis Carroll, en una carta al ilustrador A. B. Frost en 1880, comenta que Frost debería gastar su pago adelantado de su trabajo en Rhyme? & Reason? para que no se vea obligado a «hacer un ‘potboiler’ para alguna revista» para llegar a fin de mes.[4]
- En 1976 Pauline Kael definió la novela Carrie, escrita por Stephen King, como «... una sencilla potboiler» en su critica sobre la adaptación de dicha obra al cine en la revista The New Yorker.[5]
- En una reseña de Time de principios de la década de 1980 de un libro de Andrew Greeley, el autor calificó su novela Thy Brother's Wife como «... una potboiler putrefacta, pueril, lasciva y pulposa».[6]
- A fines de la década de 1990, el autor y reportero estadounidense Stephen Kinzer se refirió a los potboilers en este sentido despectivo: «Si leer y viajar son dos de las experiencias más gratificantes de la vida, combinarlas es celestial. No me refiero a sentarse en una playa leyendo el último potboiler, una buena forma de relajación pero no exactamente para expandir la mente».[7]
- En una entrevista con Publishers Weekly, el escritor David Schow describió los potboilers como ficción que «... apila ladrillos de trama en una línea agradable y ordenada».[8]